# Betriebsart (Waldbau)
Als Betriebsarten werden in der Forstwirtschaft – in der Regel auf Bestandsebene – verschiedene waldbautechnische Konzepte bzw. Waldbausysteme bezeichnet. Sie unterscheiden sich durch die Art der Bestandesbegründung, der Hiebsführung bei der Holzernte, die räumliche und zeitliche Folge der Erntehiebe und den dadurch verursachten Unterschieden im Waldaufbau sowie bei den Holzernteprodukten.
Es werden 3 Hauptbetriebsarten unterschieden:
- Hochwald (Kernwuchsbetrieb)
- Niederwald (Ausschlagsbetrieb)
- Mittelwald (Kombination aus Hoch- und Niederwald)

Einige wichtige Unterscheidungsmerkmale:
| Betriebsart     | Hochwald                                                              | Mittelwald                                                                       | Niederwald                                                                       |
| --------------- | --------------------------------------------------------------------- | -------------------------------------------------------------------------------- | -------------------------------------------------------------------------------- |
| Verjüngungsart  | Naturverjüngung, Saat, Pflanzung                                      | Naturverjüngung, Pflanzung, Stockausschlag                                       | Stockausschlag, Wurzelbrut                                                       |
| Baumartenwahl   | für alle Baumarten geeignet                                           | begrenzt, da auf Arten mit Vermögen zu Stockausschlag bzw. Wurzelbrut beschränkt | begrenzt, da auf Arten mit Vermögen zu Stockausschlag bzw. Wurzelbrut beschränkt |
| Betriebsform    | Femelschlag, Saumschlag, Schirmschlag, Kahlschlag, kombinierte Formen | Schirmschlag                                                                     | Kahlschlag                                                                       |
| Produktionsziel | Wertholz                                                              | Wertholz (Bauholz) und Brennholz                                                 | Brennholz                                                                        |